# Base King Edward Point

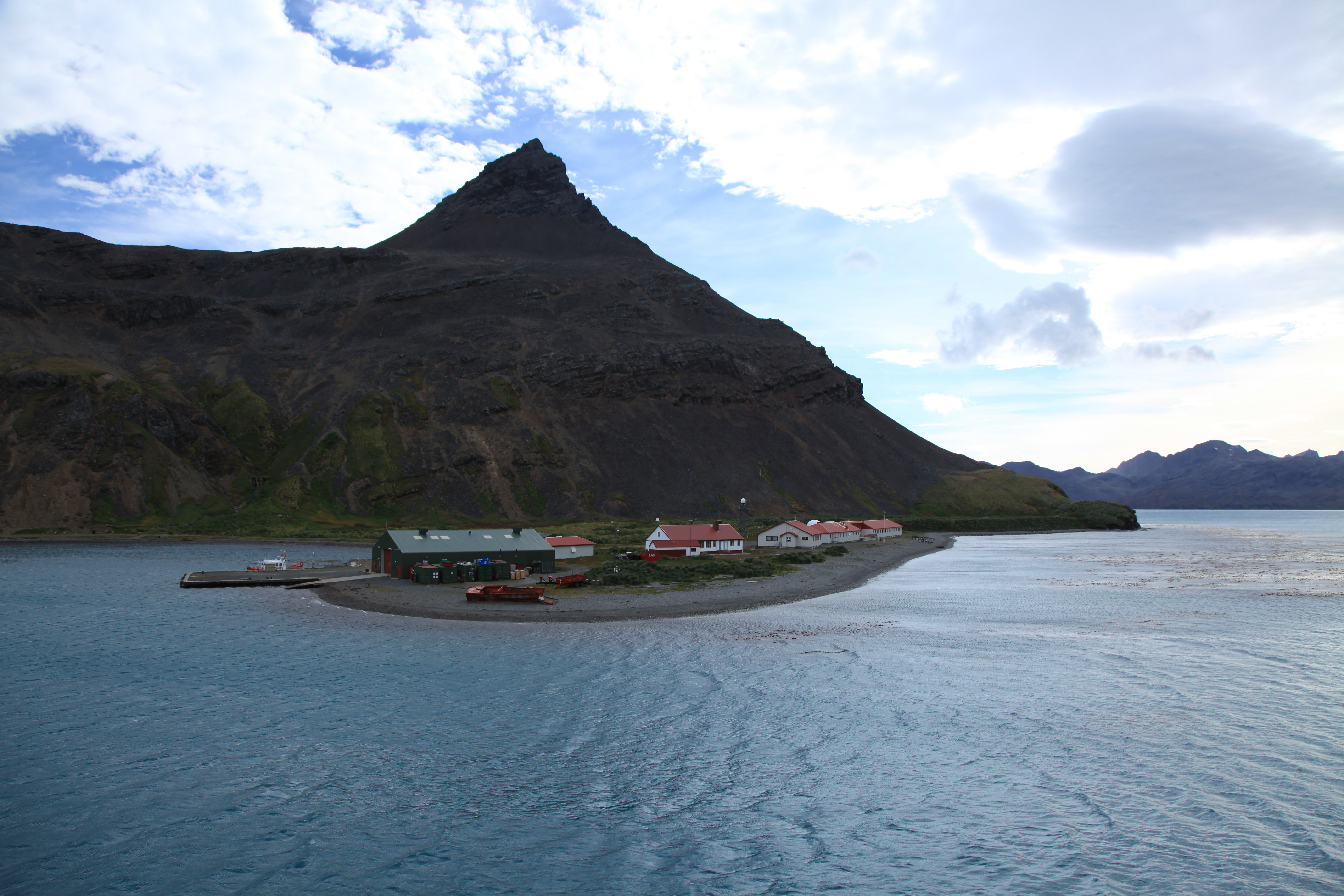
Estación de Investigación King Edward Point.

La Estación de Investigación King Edward Point (en inglés: King Edward Point Research Station o Station M — King Edward Point) es una base permanente del British Antarctic Survey (BAS) del Reino Unido ubicada en la punta Coronel Zelaya (o Rey Eduardo) (54°17′S 36°30′O / -54.283, -36.500) en la costa en la entrada de la caleta Capitán Vago (o ensenada del Rey Eduardo) en la bahía Guardia Nacional (o Cumberland Este) de la isla San Pedro. Forma un conjunto con la cercana estación ballenera abandonada de Grytviken situada al fondo de la caleta Capitán Vago, con la que se comunica por un camino costero de un kilómetro. Fue también conocida simplemente como South Georgia o King Edward Point hasta el 17 de octubre de 1977.
Originalmente esta estación científica se especializaba en biología, meteorología, geofísica y glaciología. Pero desde 2001 está especializada en la investigación sobre pesquerías sustentables como soporte para que el gobierno colonial del territorio británico de ultramar de las Islas Georgias del Sur y Sandwich del Sur gerencie la zona económica exclusiva de 200 millas náuticas declarada por el gobierno británico para dicho territorio. También tiene por objeto mantener la presencia británica en el archipiélago debido al conflicto de soberanía con Argentina. En el asentamiento se encuentra el magistrado residente o commissioner, una oficina de correos, aduana, oficina de pesca y el servicio de inmigración.

## Historia
El lugar fue visitado por los cazadores de focas ingleses y estadounidenses en los siglos XVIII y XIX, y explorado por la expedición antártica sueca de Otto Nordenskiöld en 1902.
Tras el establecimiento de la Compañía Argentina de Pesca en Grytviken, el 1 de enero de 1905 comenzó a funcionar la estación meteorológica argentina de Grytviken en cercanías de esta punta, que operó ininterrumpidamente hasta el 1 de enero de 1950, cuando el Reino Unido desalojó por la fuerza a los civiles argentinos que trabajaban allí y destruyó la edificación, devolviendo en Montevideo los instrumentos incautados.
En 1909 el administrador británico local fue transferido de Grytviken hacia King Edward Point, que es considerada generalmente como parte integrante de Grytviken. En ese año el gobierno británico había establecido un centro administrativo, una oficina postal y un puesto de policía.
La estación científica fue establecida como laboratorio marino desde 1925 hasta 1931 como parte de la Discovery Investigations. Los científicos vivían y trabajaban en el edificio, desplazándose cerca de un kilómetro hasta Grytviken para trabajar en las ballenas traídas a tierra por los buques balleneros.
En la península había una pequeña línea férrea desde el muelle hasta unos 300 metros al este hasta la casa del magistrado y el cuartel policial. Era usada para el transporte de equipaje, combustible y suministros hasta las casas. Además, aparece en el libro de 1951 Antarctic Housewife (Ama de Casa Antáritica) escrito por Nan Brown, donde ella indica que tenía que cargar todas sus cosas para llegar a su casa.
El 1 de enero de 1950, tras la expulsión de los argentinos, la propiedad de la estación fue asumida por el gobierno británico de las islas Malvinas como parte de las Dependencias de las Islas Malvinas. Desde el 1 de enero de 1952 y el 13 de noviembre de 1969, la estación estuvo deshabitada y luego el British Antarctic Survey le suministró personal que se mantuvo sin interrupción hasta su expulsión el 3 de abril de 1982.

### Guerra de las Malvinas
El 3 de abril de 1982, al comienzo de la guerra de las Malvinas el transporte antártico ARA Bahía Paraíso (B-1) y la corbeta lanzamisiles ARA Guerrico (P-32) con apoyo de helicópteros, desembarcó a 200 soldados argentinos en punta Coronel Zelaya que estaba defendida por 22 soldados de la Royal Navy. Después de dos horas de combate las tropas argentinas capturaron el puesto y Grytviken, haciendo prisioneros a los marines y a los científicos. La operación resultó con tres soldados argentinos fallecidos, un helicóptero Puma derribado e importantes daños en el buque ARA Guerrico. Los 13 investigadores del BAS que se hallaban en King Edward Point fueron desalojados y embarcados en el ARA Bahía Paraíso (B-1), pero otros 9 investigadores y dos fotógrafos de Anglia TV que se hallaban en otros puestos de la isla y en la base de la isla Pájaro permanecieron sin contacto con las fuerzas argentinas.
El 25 de abril el Reino Unido puso en marcha la Operación Paraquat. Los helicópteros del Royal Navy inutilizaron al submarino de la Armada Argentina ARA Santa Fe (S-21) que logró llegar frente a Grytviken, donde la tripulación lo hundió y abandonó. El mismo día 25, el HMS Antrim (D18) y el HMS Plymouth realizaron un intenso bombardeo sobre la zona de punta Coronel Zelaya y Grytviken. Al día siguiente las tropas argentinas se rindieron.

### Posguerra
Una serie de integrantes de la Royal Navy fueron designados para llevar a cabo tareas de control de pesca para el gobierno británico de las islas Georgias del Sur y Sandwich del Sur desde 1991, protegidos por una pequeña guarnición militar que fue establecida allí desde el 26 de abril de 1982. Algunas investigaciones limitadas fueron reasumidas en 1986 utilizándose la abandonada estación ballenera de Husvik para tareas de campo en los veranos de 1986-1987, 1988-1989, 1990-1991 y 1995-1996.
El 22 de marzo de 2001 el British Antarctic Survey reabrió la estación a cargo del gobierno de las Islas Georgias del Sur y Sandwich del Sur, evacuándose la guarnición militar. La mayoría de los edificios antiguos fueron destruidos y se construyeron otros nuevos, con la excepción de la Discovery House (de 1925) y la Gaol (de 1912).

## Personal de la base
Nunca hubo población nativa en las islas. La Base King Edward Point cuenta normalmente con 22 personas que viven en la estación durante los meses de verano y 12 personas durante todo el invierno, aunque la capacidad es para 40 personas. El gobierno de las Islas Georgias del Sur y Sandwich del Sur (que tiene sede en las islas Malvinas) emplea a tres funcionarios que viven y trabajan en la estación en un sistema de turnos rotativos (8 meses de trabajo y 4 meses de descanso). El personal del British Antarctic Survey consiste de 2 científicos de pesquerías, 2 pilotos de botes, 2 técnicos (un mecánico y un eléctricista), un médico, y el comandante de la base, que están empleados con contratos que oscilan entre 16 y 26 meses. El personal del Museo de Georgia del Sur de Grytviken, que opera de octubre a marzo, se aloja en la estación científica. Estas dos personas son los únicos habitantes permanentes en la isla desde 1992.

## Campamentos
Algunos campamentos y cabañas han existido o existen a lo largo de la isla instalados por el personal científico para tareas de campo, entre ellos: Valle Sörling, Elsehul, Bahía Schlieper, Bahía Hound, Punta Sierra, Glaciar Col, Maiviken, Bahía San Andrés, Punta Esperanza, Bahía Coral, Lago Gaviota, Bahía Carlita, Bahía Paz, Glaciar Hodges, Puerto Jason, Puerto Nueva Fortuna, Puerto del Príncipe Olav, Glaciar Lyell, Bahía de las Islas, y Godthul. También las abandonadas estaciones balleneras de Puerto Leith y Stromness han sido usadas.

## Galería

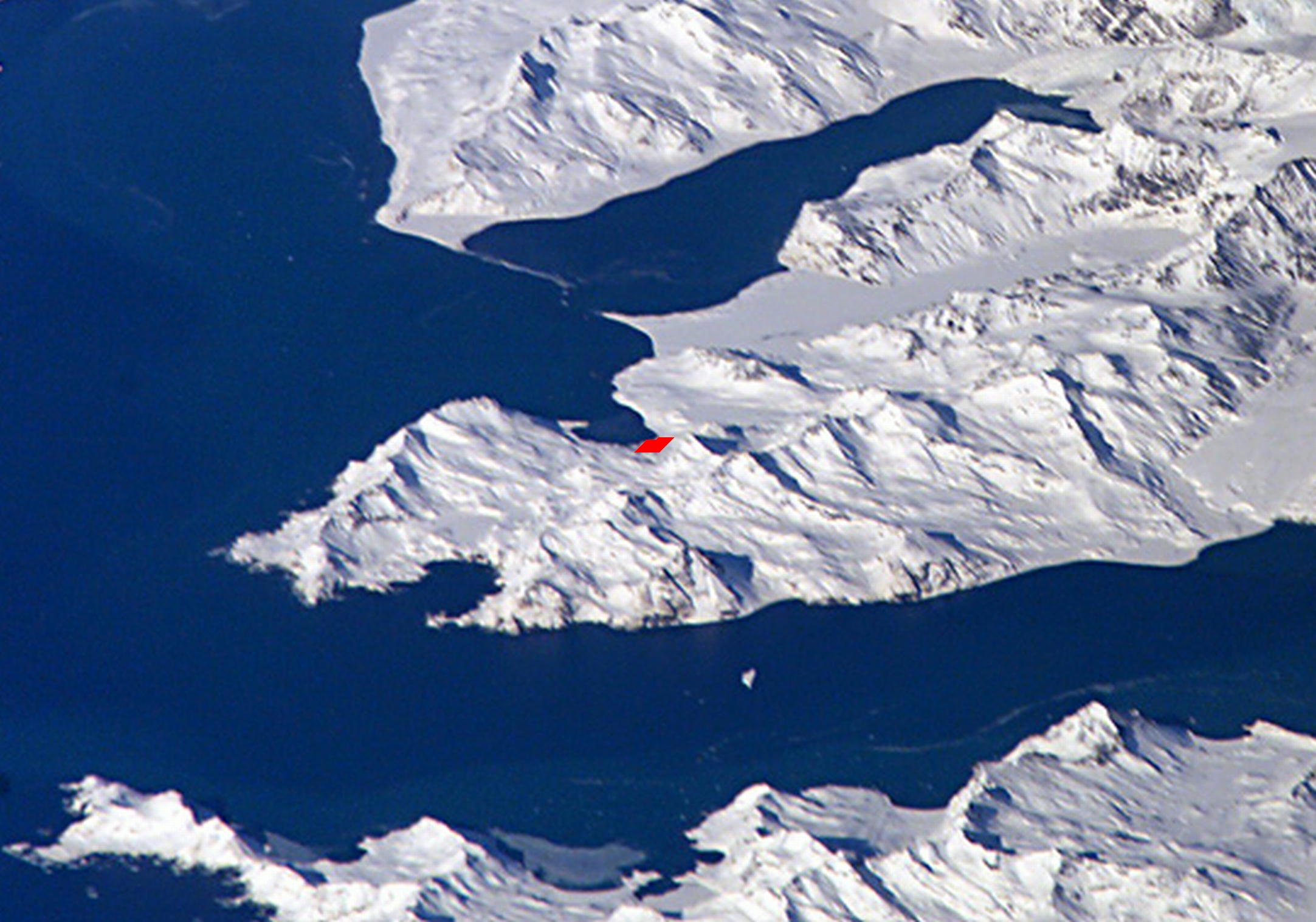
La caleta Vago con la punta Coronel Zelaya y Grytviken (punto rojo).
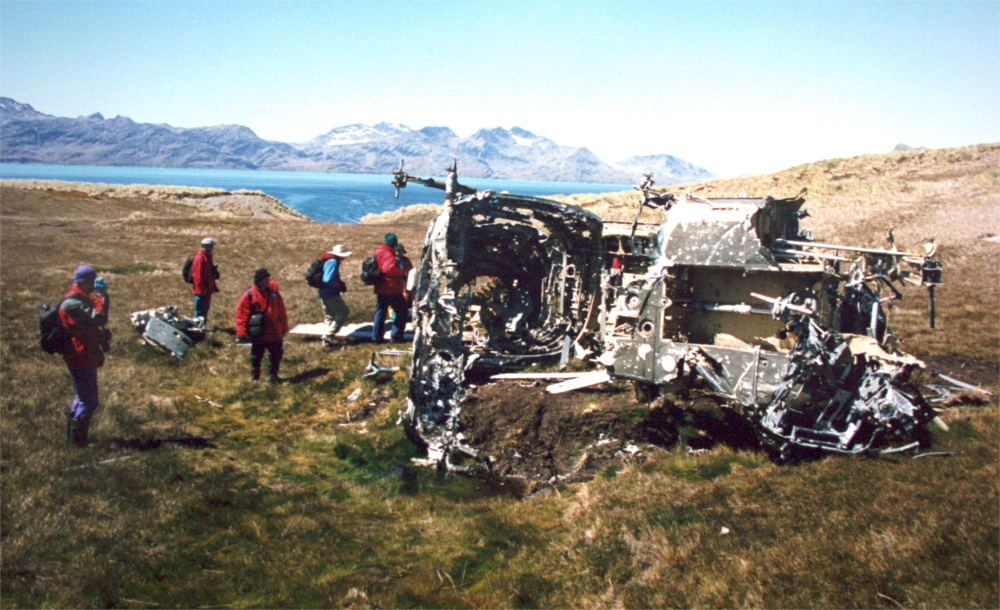
Restos de un helicóptero que fue abatido durante la guerra de las Malvinas
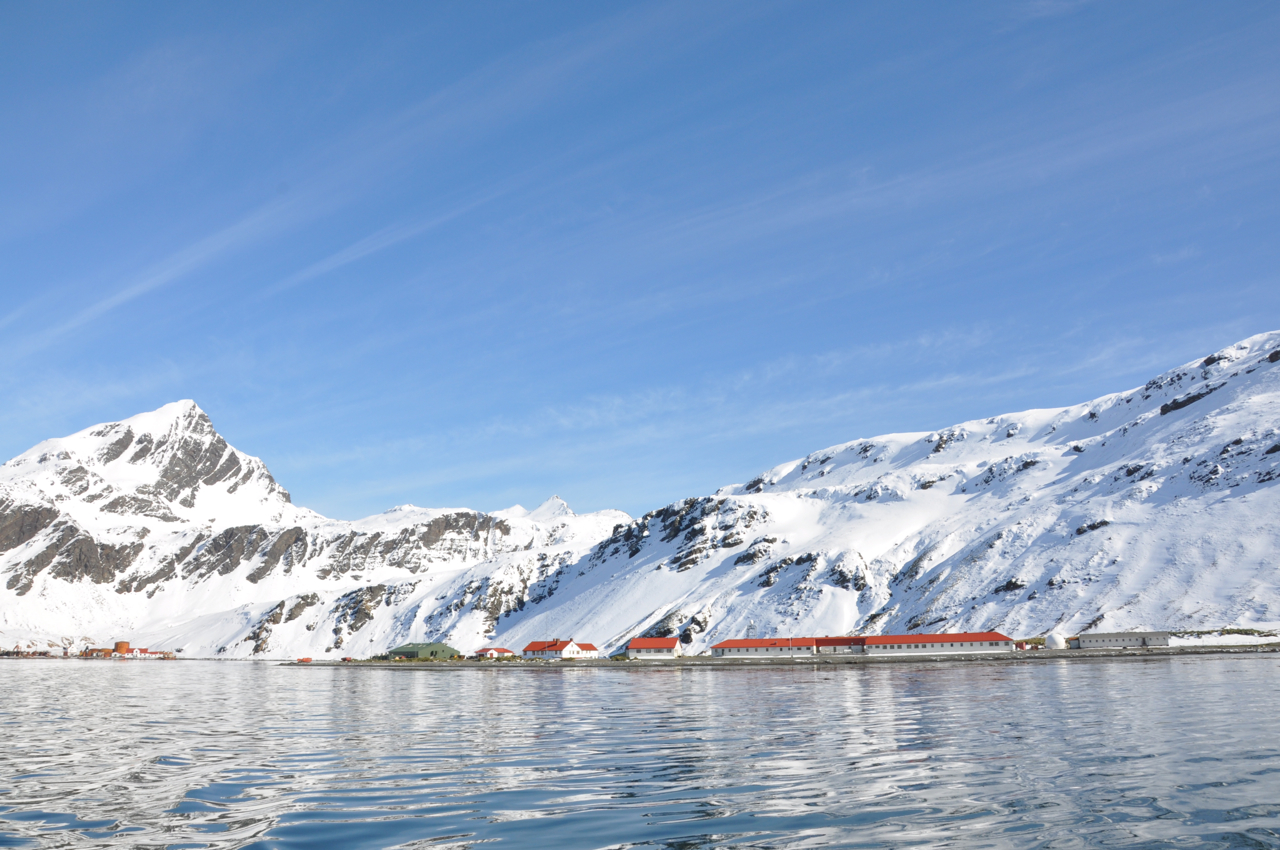
Vista del lugar
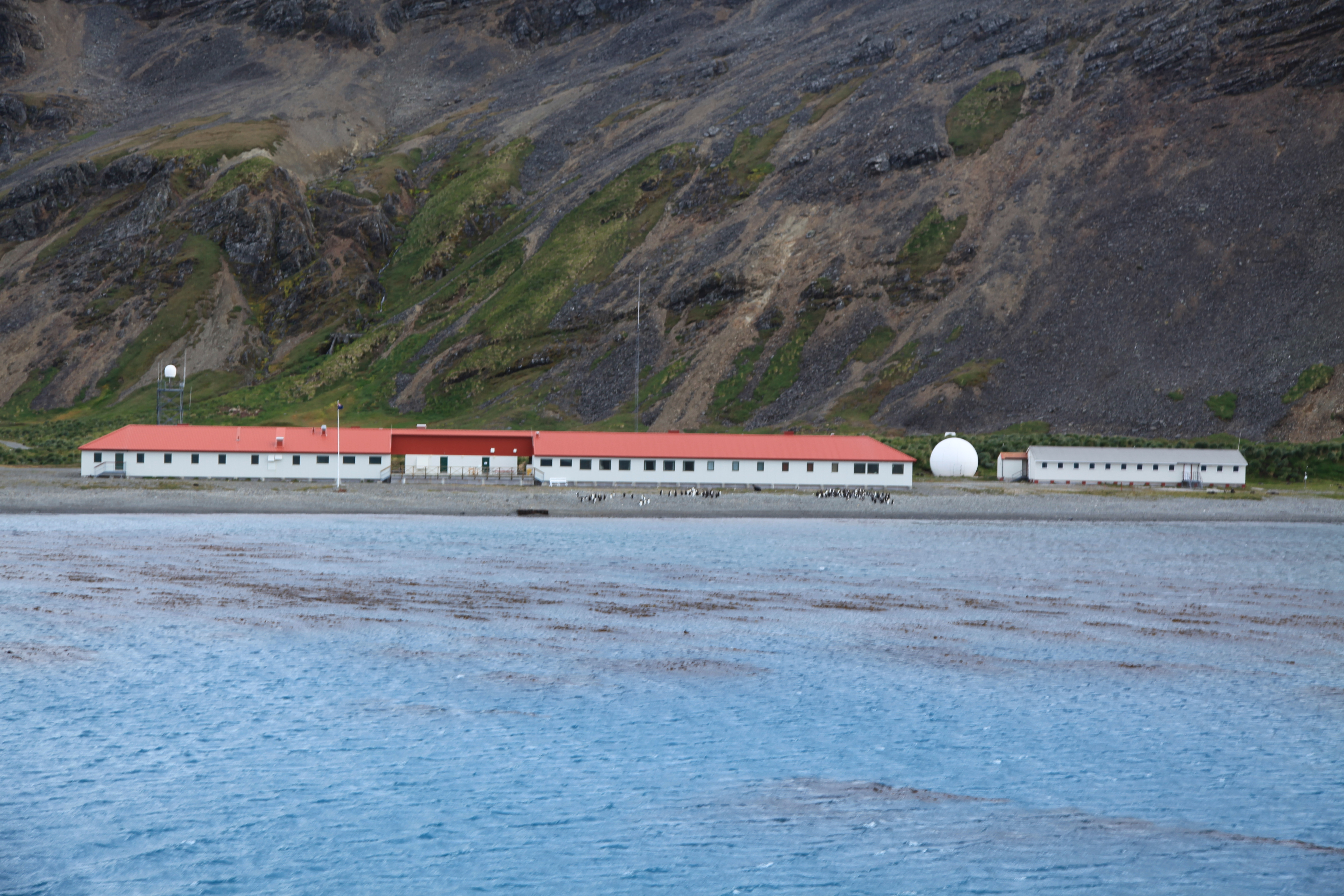
Estación científica de Servicio Antártico Británico